# Пресиян (село)
Пресиян (болг. Пресиян) — село в Болгарии. Находится в Тырговиштской области, входит в общину Тырговиште. Население составляет 171 человек (2022).

## Политическая ситуация
В местном кметстве Пресиян, в состав которого входит Пресиян, должность кмета (старосты) исполняет Шюкрие  Хасанова Ахмедова (Движение за права и свободы (ДПС)) по результатам выборов правления кметства.
Кмет (мэр) общины Тырговиште — Красимир Митев Мирев (инициативный комитет) по результатам выборов в правление общины.